# گونگ بیونگ-مین
گونگ بیونگ-مین (به کره‌ای: 공병민؛ زادهٔ ۴ ژوئیهٔ ۱۹۹۱) یک کشتی‌گیر اهل کره جنوبی است.
از افتخارات وی می‌توان به کسب مدال یزنز بازی‌های آسیایی ۲۰۱۸ اشاره کرد.